# (33896) 2000 KL40
2000 كي أل 40 (ويعرف أيضًا باسم (33896) 2000 كي أل 40 وفق تسمية الكوكب الصغير) (بالإنجليزية: 2000 KL40)‏ هو كويكب ضمن حزام الكويكبات؛ وترتيبه 33896 من حيث الاكتشاف.
اكتُشف هذا الجُرم الفلكي بواسطة مرصد لويل للبحث عن الأجرام القريبة من الأرض في 30 مايو 2000.

## وصلات خارجية
- (33896) 2000 KL40 في قاعدة بيانات مختبر الدفع النفاث لأجرام النظام الشمسي الصغيرة

- الاكتشاف · مخطط المدار ·  العناصر المدارية · المعلمات المادية

- (33896) 2000 KL40 على موقع ويكي سكاي: DSS2, SDSS, GALEX, IRAS, Hydrogen α, X-Ray, Astrophoto, Sky Map, Articles and images